# Mănăstirea Apostolache
Mănăstirea Apostolache este o mănăstire ortodoxă din România situată în comuna Apostolache, județul Prahova.